# Prideaux John Selby
Prideaux John Selby (23 de julio de 1788 – 27 de marzo de 1867) fue un ornitólogo, botánico, ilustrador, terrateniente inglés.
Selby es conocido por su Illustrations of British Ornithology (1821–1834), el primer conjunto de ilustraciones sobre la vida de las aves británicas. Y también escribió Illustrations of Ornithology con William Jardine y A History of British Forest-trees (1842).
Muchas de las ilustraciones de sus obras fueron extraídos de las muestras en su colección. Además de las obras anteriores, contribuyó a la obra de Jardine: Naturalist's Library de los volúmenes sobre las Palomas (1835) y los Loros (1836), esta última ilustrada por Edward Lear. Fue durante algún tiempo uno de los editores de Magazine of Zoology and Botany.
Sus colecciones se vendieron en 1885 y se dispersaron. Y las avres sudafricanas recolectadas por Andrew Smith fueron al Museo Zoológico de la Universidad de Cambridge.
Selby era aborigen de Alnwick en Northumberland, hijo de la Casa Beal y Twizell, de la Rama Northumberland de la Familia Selby, y estudió en el University College, Oxford. Sucedió en la titularidad en 1804, de las fincas de la Casa Beal, añadiendo las propiedades a un costo de £ 14.000 hacia 1840. Vendió la finca Beal de 5.900 ha en 1850, por £ 47.000.
Se casó con Lewis Tabitha Mitford, y tuvieron tres hijas. Falleció en Twizell House, siendo sepultado en el Cementerio de Bamburgh.
- La abreviatura «P.Selby» se emplea para indicar a Prideaux John Selby como autoridad en la descripción y clasificación científica de los vegetales.[1]

## Abreviatura (zoología)
La abreviatura Selby  se emplea para indicar a Prideaux John Selby como autoridad en la descripción y taxonomía en zoología.